# Podobora
Podobora (pierwotnie Obora, później też Zwierzyniec, cz. Podobora, niem. Thiergarten) – osada i gmina katastralna w północno-wschodniej części gminy Kocobędz, w powiecie Karwina, w kraju morawsko-śląskim, w Czechach, na lewym brzegu rzeki Olzy. Powierzchnia 248,5446 ha.

## Nazwa
W nazwie można doszukiwać związku z prasłowiańskim słowem obvora oznaczającego miejsce zamknięte, ogrodzone. Pierwsza zanotowana nazwa, kulturowa, Obora oznaczała pomieszczenie dla bydła, z kolei Podobora oznaczała już topograficzne umiejscowienie osady. Niemiecka nazwa Forwerg Thiergarthen pojawiła się w 1609. Następna polskojęzyczna nazwa Zwierzyniec była papierowym odpowiednikiem niemieckiego Thiergarten.

## Historia
Na obszarze współczesnej Podobory znajdowało się grodzisko, przezwane później Starym Cieszynem.
Miejscowość po raz pierwszy wzmiankowana w 1592, w zdaniu: u Obory nassy na gruntie Lhotskim. Politycznie, ta niewielka osada, znajdowała się wówczas w granicach księstwa cieszyńskiego, będącego lennem Królestwa Czech w ramach monarchii Habsburgów (potocznie Austrii), co trwało aż do 1918. 
Na przełomie XVII i XVIII wieku powódź na rzece Olzie przesunęła jej koryto spod dawnego grodziska na wschód w kierunku Pogwizdowa. Z czasem (Pod)Obora została wchłonięta przez Kocobędz. W 1871 przeprowadzono tędy Kolej Koszycko-Bogumińską.
Według austriackiego spisu ludności z 1900 w 19 budynkach w Podoborze, będących już wówczas częścią gminy Kocobędz, mieszkało 153 osób, z czego 147 było polskojęzycznymi, 52 (34%) było katolikami a 101 (66%) ewangelikami. Według spisu z 1910 roku Podobora miała już 172 mieszkańców zamieszkałych w 21 budynkach na obszarze 220 hektarów, z czego 168 (97,7%) było polsko-, a 4 (2,3%) niemieckojęzycznymi, 61 (35,5%) było katolikami, 111 (64,5%) ewangelikami.
Po podziale Śląska Cieszyńskiego w 1920 osada znalazła się w granicach Czechosłowacji i powiatu Czeski Cieszyn. W latach 1975–1998 wraz z gminą Kocobędz została przyłączona do miasta Czeski Cieszyn.